# 米尔城堡群
米尔城堡建筑群 是一项位于白俄罗斯米尔的联合国教科文组织世界文化遗产。它位于另一项世界文化遗产涅斯维日城堡西北29公里处。
城堡于15世纪末动工，在16世纪初完工，当时是一座哥特式建筑。约1568年城堡为拉齐维乌家族接管，被改造为文艺复兴式建筑。
在拿破仑时期城堡被废弃并遭受严重损坏。19世纪末城堡得到修缮，并被出售给了尼古拉·斯维亚托波尔克-米尔斯基。
第二次世界大战时城堡被纳粹占领并作为犹太人的聚居所。
2000年12月，米尔城堡被列入联合国教科文组织世界文化遗产名录。